# Campeonato Nacional de Peso Completo
El Campeonato Nacional de Peso Completo (Mexican National Heavyweight Championship en inglés) es un campeonato de lucha libre profesional defendido en el Consejo Mundial de Lucha Libre. Este título fue creado en 1926. El campeonato sirvió para los luchadores sancionados por la Comisión de Box y Lucha Libre de México, D.F.. Si bien la Comisión aprueba el título, no promueve los eventos en los que se defiende el Campeonato. El campeonato está promovida actualmente por la empresa Consejo Mundial de Lucha Libre (CMLL) y anteriormente ha sido también promovida por Asistencia Asesoría y Administración (AAA) y en el circuito independiente. 
Desde 1933 hasta mediados de la década de 1990, el Consejo Mundial de Lucha Libre (CMLL) controló el campeonato, desde entonces la AAA tomó el control del campeonato, luego de que la Comisión les otorgó el control del campeonato. En 2006, el campeonato fue abandonado y reemplazado por el Megacampeonato de AAA. En 2009, el campeonato volvió a estar activo en el circuito mexicano independiente hasta 2013. CMLL trajo el campeonato de regreso en 2017. Dado que el campeonato está designado como un título de peso pesado, el campeonato solo puede ser competido oficialmente por luchadores que pesen al menos 98 kg (216 lb). Sin embargo, el reglamento no se cumple estrictamente.

## Historia
Al ser un campeonato de lucha libre profesional, no se gana legítimamente: en cambio, se gana a través de un final con guion para un combate o se otorga a un luchador debido a una historia. El primer uso documentado del Campeonato Nacional de Peso Completo fue en 1926 y, como tal, el Campeonato Nacional de Peso Pesado fue el título de lucha libre más antiguo promovido continuamente en el mundo en el momento de su inactivación. El primer campeón registrado fue Francisco Aguayo, quien inicialmente ganó el título bajo el nombre de Frank Aguayo mientras luchaba en la frontera del lado estadounidense. Más tarde se llevó el cinturón a México y el 21 de junio de 1934 lo estableció firmemente como un campeonato con base en México con su victoria sobre Manuel "El Toro" Hernández en el primer combate por el campeonato sancionado por la Comisión de Box y Lucha Libre de México, D.F.. En ese momento, a la Empresa Mexicana de Lucha Libre (EMLL, luego rebautizada como CMLL) se le dio el control promocional total del título, y solo se le pidió a la Comisión que aprobara a los campeones.
Después de que Pierroth Jr. ganó el título en 1995, dejó CMLL y firmó con AAA, trayendo consigo el Campeonato Nacional de Peso Completo. Cuando Máscara Sagrada se proclamó campeón en 1996, la Comisión reconoció oficialmente que AAA controlaba la reserva del campeonato a partir de ese momento. El Halcón, también catalogado como Halcón Ortiz y Super Halcón, tiene el récord de más reinados de campeonato, con cinco. El 13 de septiembre de 2006, AAA creó el Megacampeonato de AAA y el título Nacional no se promovió en la empresa. El entonces campeón, Charly Manson dejó AAA en 2009 y defendió el título en el circuito independiente.  Manson luego perdió el campeonato ante Héctor Garza hasta su muerte el 23 de mayo de 2013, tras lo cual quedó inactivo una vez más. En octubre de 2017, CMLL anunció que volverían a controlar el campeonato.

## Campeones

### Campeón actual
El campeón actual es Star Black, quien se encuentra en su primer reinado como campeón. Star Black ganó el campeonato luego de derrotar a El Sagrado el 6 de junio de 2023 en Martes Arena México.
Star Black registra hasta el 26 de marzo de 2025 las siguientes defensas televisadas:
1. vs. Magnus (20 de enero de 2024; Sábado de Arena Coliseo)
2. vs. Akuma (17 de mayo de 2024; Viernes de Arena México)
3. vs. Stuka Jr. (29 de mayo 2024; Martes de Arena Coliseo GDL)
4. vs. Último Guerrero (5 de agosto de 2024; Lunes Clásico de Arena Puebla)
5. vs. El Gallero (24 de septiembre de 2024; Martes de Arena Coliseo GDL)
6. vs. Crixus (14 de enero de 2025; Martes de Arena México)
7. vs. Akuma (23 de febrero de 2025; Domingo Familiar de Arena México)

### Lista de campeones
|                                                                  | Luchador            | N.º | Fecha                    | Días | Show o evento               | Notas y referencias |
| ---------------------------------------------------------------- | ------------------- | --- | ------------------------ | ---- | --------------------------- | --- |
| Comisión de Box y Lucha Libre de México, D.F.                    |                     |     |                          |      |                             | |
| 1                                                                | Francisco Aguayo    | 1   | 1926                     | N/A  | House Show                  | |
| 2                                                                | Martinez Larrea     | 1   | Diciembre de 1930        | N/A  | House Show                  | |
| Empresa Mexicana de Lucha Libre / Consejo Mundial de Lucha Libre |                     |     |                          |      |                             | |
| 3                                                                | Francisco Aguayo    | 1   | 21 de julio de 1934      | N/A  | House Show                  | Derrotó a Manuel "El Toro" Hernández en la primera lucha de campeonato sancionado en suelo mexicano.                                                                    |
| 4                                                                | Yaqui Joe           | 1   | 1937                     | N/A  | House Show                  | |
| 5                                                                | Francisco Aguayo    | 3   | 1938                     | N/A  | House Show                  | |
| —                                                                | Vacante             | —   | 1940                     | —    | N/A                         | Campeonato vacante por razones desconocidas. |
| 6                                                                | Firpo Segura        | 1   | 1940                     | N/A  | House Show                  | Derrotó a Doc Macias en la final de un torneo. |
| 7                                                                | Rye Duran           | 1   | 1942                     | N/A  | House Show                  | |
| 8                                                                | Firpo Segura        | 2   | 1943                     | N/A  | House Show                  | |
| 9                                                                | Steve Morgan        | 1   | 28 de septiembre de 1946 | 175  | 13th Aniversario de EMLL    | |
| 10                                                               | Firpo Segura        | 3   | 22 de marzo de 1947      | N/A  | House Show                  | |
| 11                                                               | Daniel Aldana       | 1   | 1948                     | N/A  | House Show                  | |
| 12                                                               | Firpo Segura        | 4   | 1952                     | N/A  | House Show                  | |
| 13                                                               | Joaquin Murrieta    | 1   | 12 de agosto de 1954     | 215  | House Show                  | |
| —                                                                | Vacante             | —   | 15 de marzo de 1955      | —    | N/A                         | Campeonato vacante por razones desconocidas. |
| 14                                                               | El Médico Asesino   | 1   | 7 de septiembre de 1956  | 1378 | House Show                  | Derrotó a Gran Lothario en la final de un torneo. |
| —                                                                | Vacante             | —   | 16 de junio de 1960      | —    | N/A                         | Debido al fallecimiento de Médico Asesino. |
| 15                                                               | Pepe Mendieta       | 1   | 13 de mayo de 1962       | N/A  | House Show                  | Derrotó a Henry Pilusso en la final de un torneo. |
| —                                                                | Vacante             | —   | 1965                     | —    | N/A                         | Debido a que Mendieta se retiró de la lucha libre profesional. |
| 16                                                               | Chico Casaola       | 1   | Diciembre de 1965        | N/A  | House Show                  | Derrotó a Pantera Negra en la final de un torneo. |
| 17                                                               | Pantera Negra       | 1   | 13 de marzo de 1966      | 88   | House Show                  | |
| 18                                                               | Black Gordman       | 1   | 6 de septiembre de 1966  | 146  | House Show                  | |
| 19                                                               | Polo Torres         | 1   | 2 de noviembre de 1966   | 362  | House Show                  | |
| 20                                                               | Henry Pilusso       | 1   | 30 de octubre de 1967    | 517  | House Show                  | |
| 21                                                               | Goliath             | 1   | 30 de marzo de 1969      | 309  | House Show                  | |
| 22                                                               | Raul Reyes          | 1   | 2 de febrero de 1970     | 795  | House Show                  | |
| 23                                                               | Ángel Blanco        | 1   | 7 de abril de 1972       | 567  | House Show                  | |
| 24                                                               | Enrique Vera        | 1   | 26 de octubre de 1973    | 502  | House Show                  | |
| 25                                                               | Raul Reyes          | 1   | 12 de marzo de 1975      | 199  | House show                  | |
| 26                                                               | El Halcón           | 1   | 27 de septiembre de 1975 | 533  | EMLL Show Aniversario 42    | |
| 27                                                               | Gran Markus         | 1   | 13 de marzo de 1977      | 103  | House show                  | |
| 28                                                               | El Halcón           | 2   | 24 de junio de 1977      | 177  | House show                  | |
| 29                                                               | Raul Mata           | 1   | 18 de diciembre de 1977  | 195  | House show                  | |
| 30                                                               | El Nazi             | 1   | 1 de julio de 1978       | 118  | House show                  | |
| 31                                                               | TNT                 | 1   | 27 de octubre de 1978    | 100  | House show                  | |
| 32                                                               | Gran Markus         | 2   | 4 de febrero de 1979     | 322  | House show                  | |
| 33                                                               | El Halcón           | 3   | 23 de diciembre de 1979  | 24   | House show                  | |
| 34                                                               | Tony Benetto        | 1   | 16 de enero de 1980      | 192  | House show                  | |
| 35                                                               | Cien Caras          | 1   | 26 de julio de 1980      | 610  | House show                  | |
| 36                                                               | Herodes             | 1   | 28 de marzo de 1982      | 84   | House show                  | |
| 37                                                               | Halcón Ortiz        | 4   | 20 de junio de 1982      | 413  | House show                  | Antes conocido como El Halcón. |
| 38                                                               | Pirata Morgan       | 1   | 7 de agosto de 1983      | 154  | House show                  | |
| 39                                                               | Rayo de Jalisco Jr. | 1   | 8 de enero de 1984       | 82   | House show                  | |
| 40                                                               | Cien Caras          | 2   | 30 de marzo de 1984      | 873  | House show                  | |
| 41                                                               | Alfonso Dantés      | 1   | 20 de agosto de 1986     | 379  | House show                  | |
| 42                                                               | Super Halcón        | 5   | 3 de septiembre de 1987  | 105  | House show                  | Antes conocido como El Halcón y como Halcón Ortiz. |
| 43                                                               | Gran Markus Jr.     | 2   | 17 de diciembre de 1987  | 234  | House show                  | Antes conocido como Tony Benetto. |
| 44                                                               | Alfonso Dantés      | 2   | 7 de agosto de 1988      | 317  | House show                  | |
| —                                                                | Vacante             | —   | Marzo de 1989            | —    | N/A                         | Debido a que Dantés se retiró de la lucha libre profesional. |
| 45                                                               | Popitekus           | 1   | 21 de mayo de 1989       | 353  | House show                  | |
| 46                                                               | Gran Markus Jr.     | 3   | 9 de mayo de 1990        | 161  | House show                  | |
| 47                                                               | Rayo de Jalisco Jr. | 2   | 17 de octubre de 1990    | 178  | House show                  | |
| 48                                                               | El Egipcio          | 1   | 13 de abril de 1991      | 427  | House show                  | |
| 49                                                               | Rayo de Jalisco Jr. | 3   | 13 de junio de 1992      | 618  | House show                  | |
| 50                                                               | Pierroth Jr.        | 1   | 21 de febrero de 1994    | 942  | House show                  | Durante su reinado, Pierroth Jr dejó CMLL y se llevó el campeonato consigo.                                                                                             |
| Asistencia, Asesoría y Administración                            |                     |     |                          |      |                             | |
| 51                                                               | Máscara Sagrada     | 1   | 20 de septiembre de 1996 | 275  | House show                  | |
| 52                                                               | Cibernético         | 1   | 22 de junio de 1997      | 245  | House show                  | |
| 53                                                               | Perro Aguayo        | 1   | 22 de febrero de 1998    | 358  | House show                  | |
| 54                                                               | El Cobarde II       | 1   | 15 de febrero de 1999    | 246  | House show                  | |
| 55                                                               | Latin Lover         | 1   | 19 de octubre de 1999    | 929  | House show                  | |
| 56                                                               | Héctor Garza        | 1   | 5 de mayo de 2002        | 365  | House show                  | |
| 57                                                               | El Zorro            | 1   | 5 de mayo de 2003        | 236  | House show                  | |
| 58                                                               | Pirata Morgan       | 2   | 27 de diciembre de 2003  | 39   | House show                  | |
| 59                                                               | El Zorro            | 2   | 4 de febrero de 2004     | 137  | House show                  | |
| 60                                                               | Mr. Águila          | 1   | 20 de junio de 2004      | 42   | Triplemanía XII             | |
| 61                                                               | El Zorro            | 3   | 1 de agosto de 2004      | 672  | House show                  | |
| 62                                                               | Charly Manson       | 1   | 4 de junio de 2006       | 1357 | AAA Sin Límite              | Durante su reinado, Manson dejó AAA, llevándose el campeonato consigo.                                                                                                  |
| Perros del Mal Producciones                                      |                     |     |                          |      |                             | |
| 63                                                               | X-Fly               | 1   | 20 de febrero de 2010    | 724  | Perros del Mal Producciones | |
| 64                                                               | Héctor Garza        | 2   | 14 de febrero de 2012    | 466  | Perros del Mal Producciones | |
| —                                                                | Vacante             | —   | 25 de mayo de 2013       | —    | N/A                         | Debido al fallecimiento de Garza. |
| Consejo Mundial de Lucha Libre                                   |                     |     |                          |      |                             | |
| 65                                                               | El Terrible         | 1   | 29 de octubre de 2017    | 1062 | Domingos Arena México       | |
| 66                                                               | Diamante Azul       | 1   | 25 de septiembre de 2020 | 320  | CMLL en Mexiquense          | |
| —                                                                | Vacante             | —   | 11 de agosto de 2021     | —    | N/A                         | El Consejo Mundial de Lucha Libre anunció que haría un torneo para determinar al nuevo campeón, debido a que el comisionado anunció que no lo pudo defender en 90 días. |
| 67                                                               | Euforia             | 1   | 4 de marzo de 2022       | 28   | CMLL Viernes Espectacular   | Derrotó a Gran Guerrero en la final de un torneo. |
| 68                                                               | El Terrible         | 2   | 1 de abril de 2022       | 192  | CMLL Viernes Espectacular   | |
| 69                                                               | El Sagrado          | 1   | 10 de octubre de 2022    | 239  | Lunes Arena Puebla          | |
| 70                                                               | Star Black          | 1   | 6 de junio de 2023       | 659+ | Martes Arena México         | |

### Mayor cantidad de reinados
| Reinados | Luchador (es)                                                                                 |
| -------- | --------------------------------------------------------------------------------------------- |
| 5 veces  | El Halcón                                                                                     |
| 4 veces  | Firpo Segura                                                                                  |
| 3 veces  | Gran Markus Jr., Rayo de Jalisco Jr., El Zorro                                                |
| 2 veces  | Gran Markus, Raul Reyes, Cien Caras, Alfonso Dantés, Pirata Morgan, Héctor Garza, El Terrible |